# يوم الجلاء (نيويورك)
يوم الجلاء (بالإنجليزية: Evacuation Day)‏ هو يوم 25 نوفمبر عام 1783 حينما غادر الجيش البريطاني مدينة نيويورك في جزيرة مانهاتن عقب نهاية حرب الاستقلال الأمريكية. وفي أعقاب ذلك، قاد الجنرال جورج واشنطن الجيش القاري مُنتصرًا من مقر قيادته شمال المدينة عبر نهر هارلم، ومن الجنوب عبر مانهاتن إلى ذا باتري في الطرف الجنوبي.